# Klinikum Bielefeld
Das Klinikum Bielefeld ist ein von der Stadt Bielefeld und der Stadt Halle/Westf. unterhaltenes Krankenhaus. Es besteht aus drei Häusern, dem Klinikum Mitte (52° 0′ 51″ N, 8° 32′ 41″ O), dem Klinikum Rosenhöhe (51° 58′ 57,7″ N, 8° 31′ 55,7″ O) und dem Klinikum Halle/Westfalen (52° 3′ 17″ N, 8° 21′ 18,4″ O). Zusammen wurden 2019 in 1200 Betten rund 50.000 Patienten stationär behandelt, hinzu kommen rund 90.000 ambulante Patienten. Bis März 2009 firmierte es unter dem Namen Städtische Kliniken Bielefeld. Das Klinikum Bielefeld ist Teil der Medizinischen Fakultät OWL der Universität Bielefeld. Das Universitätsklinikum der Universität Bielefeld wurde von dem Evangelischen Klinikum Bethel, dem Klinikum Lippe und dem Klinikum Bielefeld im Sommer 2019 gegründet. Mit Abschluss des Kooperationsvertrages zum Aufbau und Betrieb des Universitätsklinikums OWL der Universität Bielefeld ist das Klinikum Bielefeld als Campus Klinikum Bielefeld der Medizinischen Fakultät OWL der Universität Bielefeld Teil des Universitätsklinikums OWL geworden. Das Direktorat für Universitäre Medizin am Campus Klinikum Bielefeld ist dafür verantwortlich, den Transformationsprozess des Klinikums zu einem Universitätsklinikum an der Schnittstelle von Fakultät und Klinik zu gestalten.

## Geschichte
Das erste Krankenhaus in Bielefeld wurde 1843 am Fuße des Sparrenbergs errichtet. Es folgten weitere Bauten, 1916 wurde die Krankenpflegeschule eröffnet. In den 1930er Jahren und nach Kriegsende wurden neben einer zunehmenden Bettenzahl auch neue Kliniken und Institute eingerichtet, etwa 1949 die Pathologische Klinik. Ein erneuter Erweiterungsschub folgte dann in den 1960er Jahren durch die Eröffnung der anästhesiologischen Abteilung (1962) sowie der Unfallchirurgie (1963). Eine zunehmende Kapazitätsauslastung zwang die Stadt Bielefeld zum Bau eines neuen Hauptgebäudes, dem Architekturwettbewerb 1970 folgte 1978 der Bau, der schließlich 1987 bezogen werden konnte. Zwischenzeitlich wurden die Städtischen Kliniken 1977 zum akademischen Lehrkrankenhaus der Westfälischen Wilhelms-Universität in Münster ernannt. Seit 2019 ist das Klinikum Bielefeld als Campus Klinikum Bielefeld Teil der Medizinischen Fakultät OWL der Universität Bielefeld. Die Umwandlung in die Städtische Kliniken gem. GmbH ging 1997 im Zusammenhang mit der Fusion der Städtischen Kliniken Bielefeld-Mitte und der Städtischen Krankenanstalten Rosenhöhe vonstatten.
Im Jahr 2009 erfolgte die Umbenennung in Klinikum Bielefeld gem. GmbH.
Seit 1976 ist am Klinikum Rosenhöhe der Rettungshubschrauber Christoph 13 stationiert. Seit dem 1. Januar 2010 gehört auch das Krankenhaus im benachbarten Halle (Westf.) dem Klinikum an.
Im Juli 2019 wurde eine Kooperationsvereinbarung mit der Universität Bielefeld abgeschlossen, so dass der Aufbau des Universitätsklinikums OWL gesichert werden konnte. 2021 begann die praktische Ausbildung der Medizin-Studierenden.
Seit 2022 wird das Klinikum wesentlich erweitert. Für 58 Millionen Euro entsteht eine neue zentrale Notaufnahme und eine neue Intensivstation. Die Baumaßnahmen sollen bis zum Frühjahr 2025 dauern.

## Kliniken und Institute
Klinikum Bielefeld - Mitte

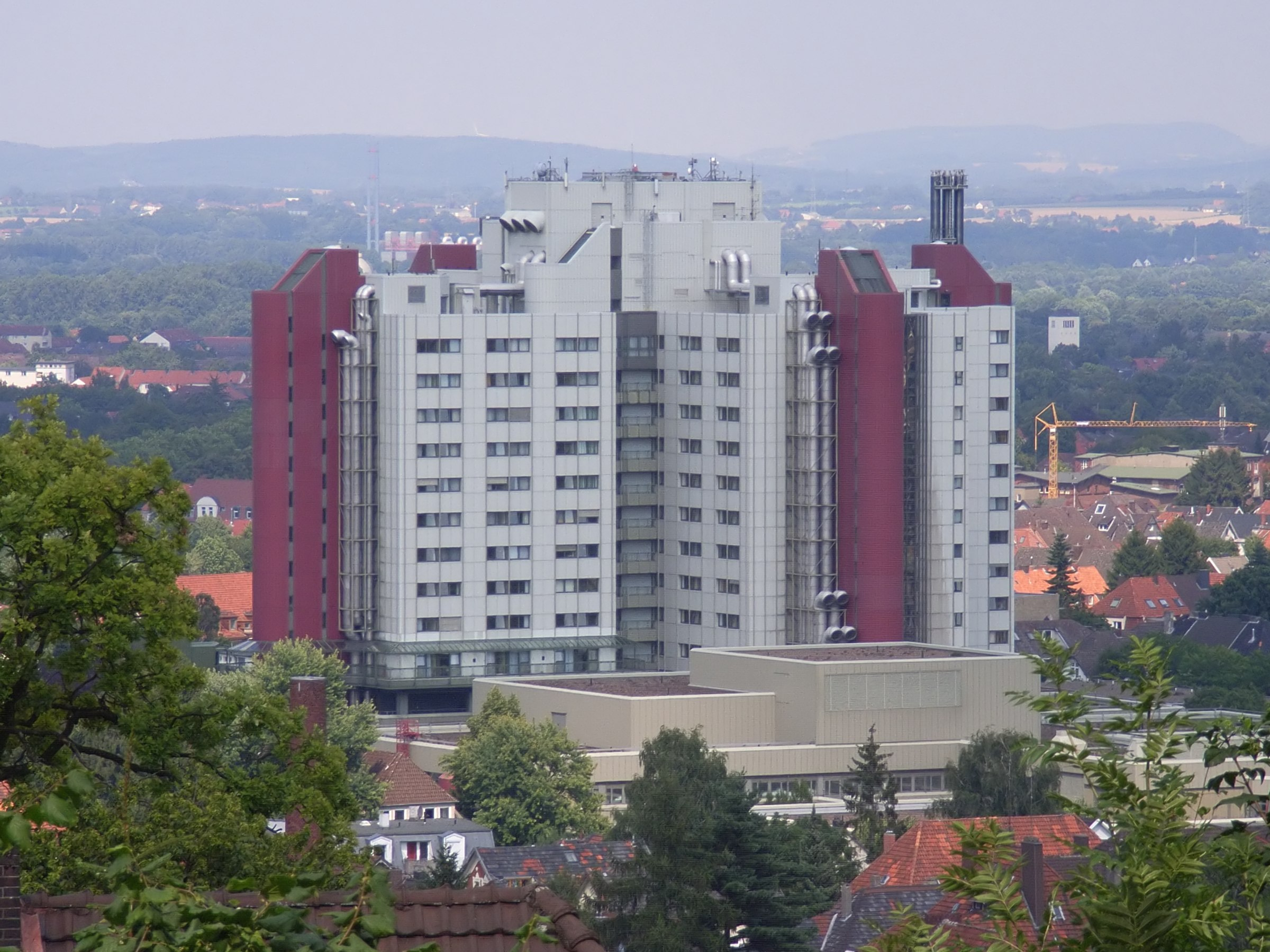
Klinikum Mitte

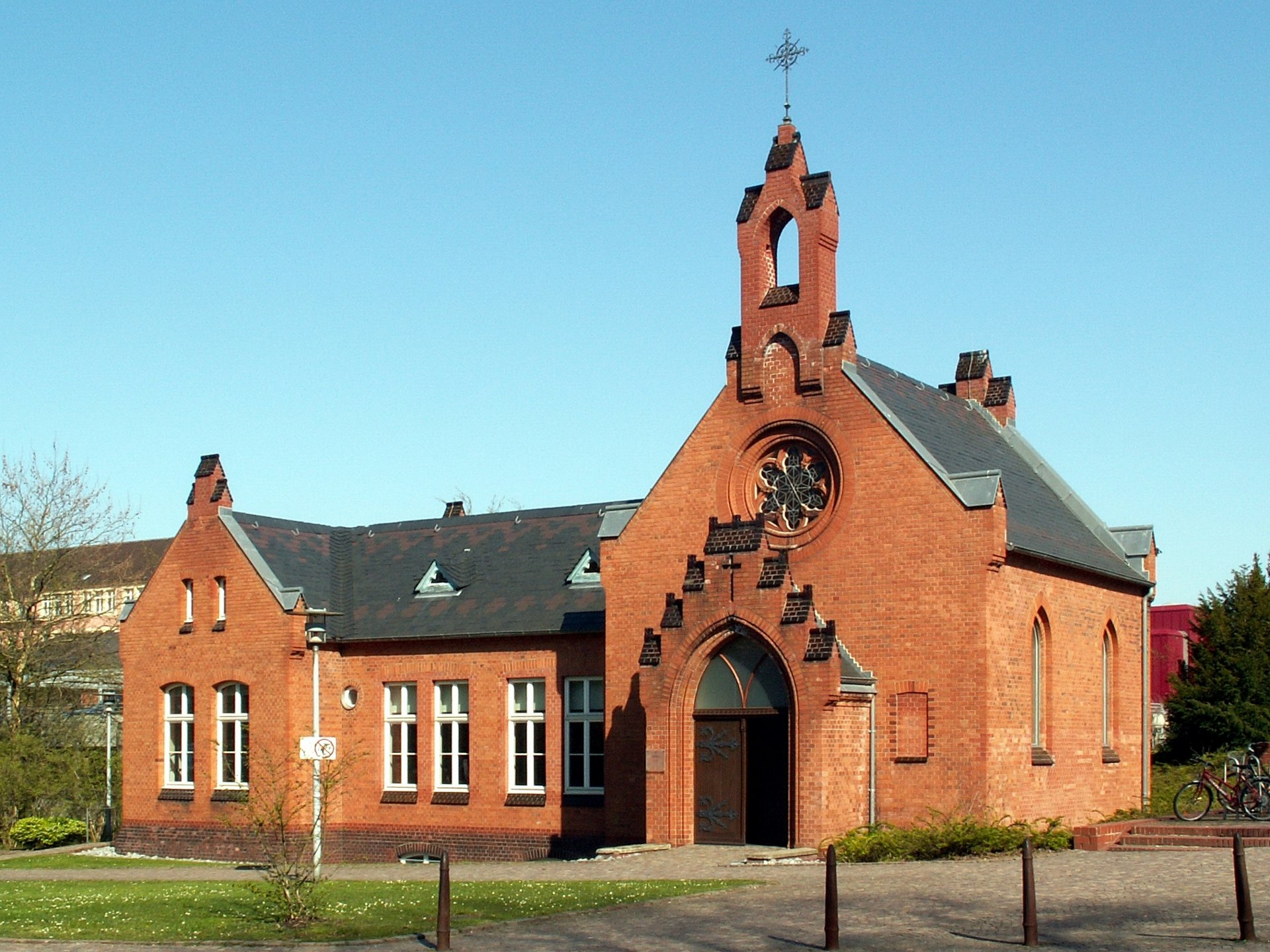
Capella hospitalis am Klinikum Mitte

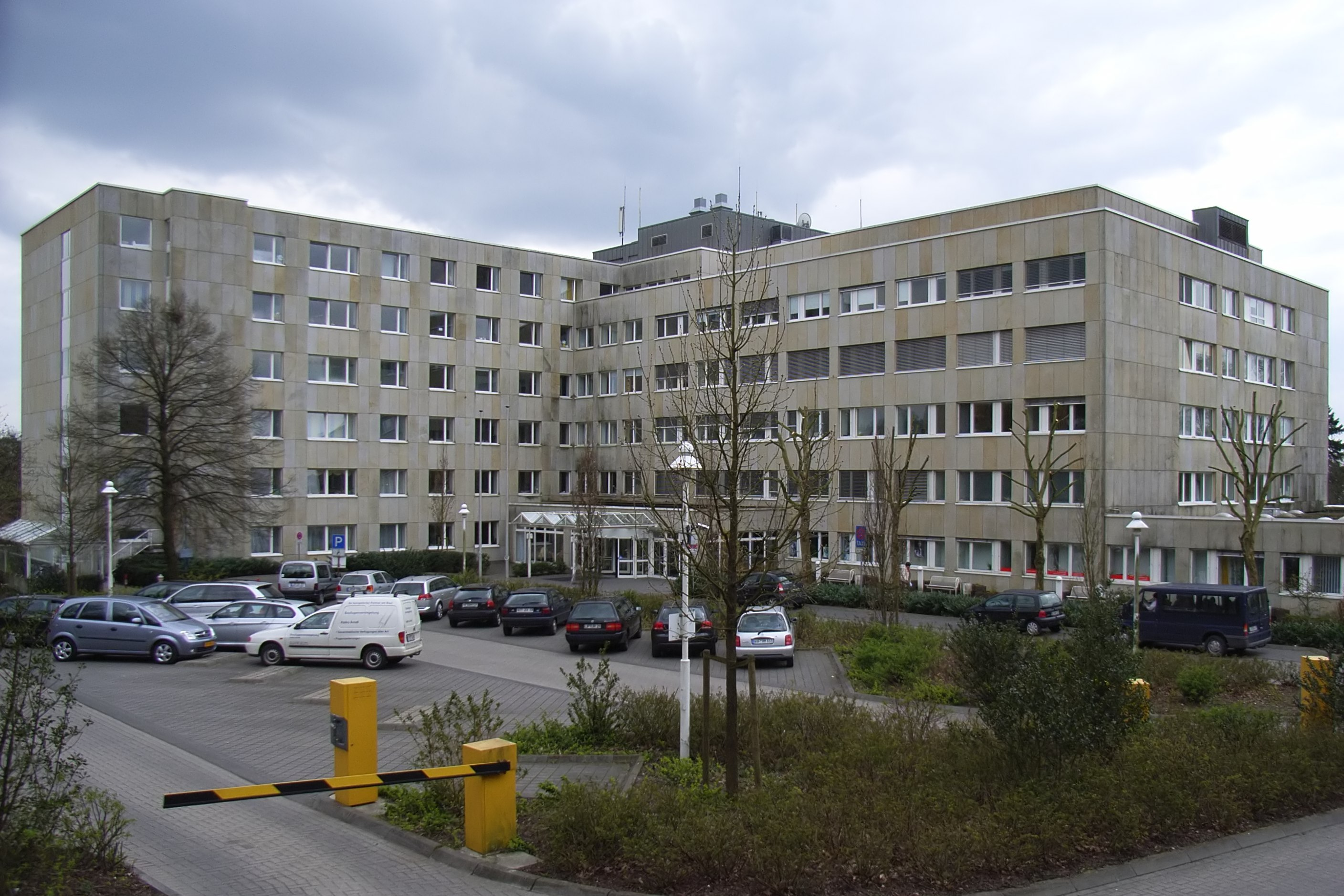
Klinikum Rosenhöhe

- Universitätsklinik für Allgemeine Innere Medizin, Endokrinologie, Diabetologie, Infektiologie
- Universitätsklinik für Kardiologie und internistische Intensivmedizin
- Klinik für Hämatologie und Onkologie und Palliativmedizin
- Klinik für Allgemein- und Viszeralchirurgie
- Klinik für Gefäß- und Endovaskular-Chirurgie
- Klinik für Plastische-, Wiederherstellungs- und Ästhetische Chirurgie - Handchirurgie
- Orthopädische Klinik - Zentrum für Orthopädie und Unfallchirurgie
- Unfallchirurgische Klinik - Zentrum für Orthopädie und Unfallchirurgie
- Klinik für Thoraxchirurgie
- Zentrum für Frauenheilkunde
  - Brustzentrum
  - Babytown
  - Gynäkologische Klinik
- Universitätsklinik für Hals-Nasen-Ohrenheilkunde, Kopf- und Halschirurgie
- Klinik für Anästhesie und operative Intensivmedizin
- Institut für Diagnostische Radiologie
- Institut für Pathologie
- Gemeinschaftspraxis für Pathologie
- Klinik für Pneumologie und Beatmungsmedizin
- Klinik für Strahlentherapie und Radioonkologie
- Klinik für Gastroenterologie
- Klinik für Nuklearmedizin

Klinikum Bielefeld - Rosenhöhe
- Klinik für Allgemeinchirurgie und Koloproktologie
- Geriatrische Klinik
- Augenklinik
- Klinik für Dermatologie, Venerologie und Allergologie (ehem. Hautklinik)
- Universitätsklinik für Innere Medizin und Rheumatologie
- Abteilung für Orthopädie und Unfallchirurgie
- Adipositas Klinik

Klinikum Halle/Westf.
- Klinik für Allgemeinchirurgie
- Klinik für Anästhesie, operative Intensivmedizin, Notfallmedizin und Schmerztherapie
- Belegklinik für Gynäkologie und Geburtshilfe
- Klinik für Innere Medizin und Geriatrie
- Klinik für Pneumologie, Schlaf- und Beatmungsmedizin
- Klinik für Unfallchirurgie
- Schlafmedizinisches Zentrum (DGSM)

Weitere Einrichtungen
- Alterstraumatologie
- Integrierte Geriatrie der Klinik für Innere Medizin
- Abteilung für klinische Forschung - Cardiac Research Gesellschaft für medizinisch-biotechnische Forschung mbH
- Wirbelsäulenzentrum Bielefeld
- Apotheke
- Zentrallabor

Zentren
- Ambulantes Operationszentrum (AOZ)
- Ambulantes Operieren Rosenhöhe (AOR)
- Bauchdecken- und Hernienzentrum
- Darmkrebszentrum
- Deutsches Schädelbasiszentrum
- Schwerpunkt Endokrine Malignome
- Endoprothesenzentrum der Maximalversorgung
- Gynäkologisches Krebszentrum
- Kopf-Hals-Tumorzentrum
- Magenkrebszentrum
- Medizinisches Versorgungszentrum am Klinikum Bielefeld Mitte
- Medizinisches Versorgungszentrum Süd der Klinikum Bielefeld GmbH
- Onkologisches Zentrum im Klinikum Bielefeld
- Pankreaskarzinom Zentrum
- Die Zentralen Notaufnahmen am Klinikum
- Viszeralmedizinisches Zentrum
- Viszeralonkologisches Zentrum Klinikum Bielefeld Mitte
- Wirbelsäulenzentrum Bielefeld
- Zentrum für Endokrine Chirurgie
- Zentrum für kardiale Bildgebung
- Zentrum für roboterassistierte Chirurgie